# Blind Date (1959)
Blind Date is een Britse thriller uit 1959 onder regie van Joseph Losey.

## Verhaal
De schilder Jan van Rooyer heeft een relatie met Jacqueline Cousteau. Wanneer hij bij haar aankomt voor een afspraak, treft hij er inspecteur Morgan aan. Hij beschuldigt hem van de moord op Jacqueline. Hij luistert naar het verhaal over hun relatie. Tijdens zijn onderzoek blijkt bovendien dat Jacqueline zich liet onderhouden door een belangrijke diplomaat.

## Rolverdeling
| Acteur           | Personage           |
| ---------------- | ------------------- |
| Hardy Krüger     | Jan van Rooyer      |
| Stanley Baker    | Inspecteur Morgan   |
| Micheline Presle | Jacqueline Cousteau |
| John Van Eyssen  | Inspecteur Westover |
| Gordon Jackson   | Sergeant            |
| Robert Flemyng   | Brian Lewis         |
| Jack MacGowran   | Postbode            |
| Redmond Phillips | Politiearts         |
| George Roubicek  | Politieagent        |
| Lee Montague     | Brigadier Farrow    |